# NVIDIA DualNet
DualNet是nVIDIA針對網路的一種技術，它提供两个千兆以太网接口，能有效平衡网络负载。通过這個技術，系統就能同時利用那两个网络接口连接网络，提供双倍頻寬。

## Teaming技术
它是DualNet的一個附屬技術。它有幾種模式，可以是一条網路线路將進行MAC地址传输，另一條則用来传输IP信息。亦可以透過网络卡驱动程式，來决定一条網路线路進行信息请求，另一條用來传输數據。 當然那不是固定的，驱动程式會自動判斷一條較空闲的线路来传输数据。另外，当进行网络游戏时，若一條網路接口阻塞或中断時，利用Teaming技术，就可以即時切换到另一條網路接口，進行數據傳輸。

## 外部連結
- nVIDIA 網路技術官方網頁（页面存档备份，存于）